# Saul Winstein
Saul Winstein (8 octobre 1912 - 23 novembre 1969) est un chimiste canadien. Il découvre la réaction de Winstein. Il fait valoir qu'un cation non classique est nécessaire pour expliquer la stabilité du cation norbornyle. Cela alimente un débat avec Herbert C. Brown sur l'existence de carbocations σ-délocalisés. Winstein propose également pour la première fois le concept d'une paire d'ions intime. Il est co-auteur de l'équation de Grunwald-Winstein, concernant les taux de solvolyse.
Richard Heck, qui plus tôt dans sa carrière a entrepris des études de troisième cycle avec Winstein, remporte le prix Nobel de chimie 2010.